# Єльниківське сільське поселення
Є́льниківське сільське поселення (рос. Ельниковское сельское поселение) — муніципальне утворення у складі Єльниківського району Мордовії, Росія. Адміністративний центр — село Єльники.

## Історія
Станом на 2002 рік існували Великоуркатська сільська рада (село Великий Уркат, присілки Будаєво, Малий Уркат, Полочино, Урей 1-й, селище Вольний, Красні Горки, Свободний), Єльниківська сільська рада (село Єльники, селище Передовий) та Каменнобродська сільська рада (села Каменний Брод, Старі Пічингуші, присілки Комаровка, Мельсяни).
24 квітня 2019 року ліквідоване Великоуркатське сільське поселення (село Великий Уркат, присілки Будаєво, Малий Уркат, Полочино, Урей 1-й, селище Вольний, Красні Горки, Свободний) було включено до складу Єльниківського сільського поселення.

## Населення
Населення — 5198 осіб (2019, 6553 у 2010, 6573 у 2002).

## Склад
До складу поселення входять такі населені пункти:
| Населений пункт       | Населення, осіб (2002) | Населення, осіб (2010) |
| --------------------- | ---------------------- | ---------------------- |
| Будаєво, присілок     | 35                     | 22                     |
| Великий Уркат, село   | 260                    | 219                    |
| Вольний, селище       | 18                     | 12                     |
| Єльники, село         | 5678                   | 5905                   |
| Каменний Брод, село   | 80                     | 67                     |
| Комаровка, присілок   | 5                      | 2                      |
| Красні Горки, селище  | 20                     | 8                      |
| Малий Уркат, присілок | 6                      | 1                      |
| Мельсяни, присілок    | 71                     | 47                     |
| Передовий, селище     | 87                     | 68                     |
| Полочино, присілок    | 33                     | 11                     |
| Свободний, селище     | 5                      | 3                      |
| Старі Пічингуші, село | 193                    | 146                    |
| Урей 1-й, присілок    | 82                     | 42                     |